# Каменка (Кузнецкий район)
Каменка — село в Кузнецком районе Пензенской области. Входит в состав Яснополянского сельсовета.

## География
Село расположено в восточной части области на расстоянии примерно в 6 километрах по прямой к юго-западу от районного центра Кузнецка.
Часовой пояс
Село Каменка как и вся Пензенская область, находится в часовой зоне МСК (московское время). Смещение применяемого времени относительно UTC составляет +3:00.

## Население
| 1795 | 1859 | 1877 | 1911  | 1926  | 1930 | 1939 |
| ---- | ---- | ---- | ----- | ----- | ---- | ---- |
| 370  | ↗511 | ↗783 | ↗1247 | ↗1408 | ↘541 | ↘517 |
| 1959 | 1979 | 1989 | 1996  | 2002  | 2010 |      |
| ↗539 | ↘446 | ↗482 | ↗488  | ↘485  | ↗516 |      |

Национальный состав
Согласно результатам переписи 2002 года, в национальной структуре населения русские составляли 95 % из 485 чел..